# Кумурдо
Кумурдо — руїни єпископальної церкви за кілька кілометрів від Вардзії, лежать на схилі гори. 
Кумурдо відоме тим, що є першим історичним пам'ятником, створеним у I столітті н. е. На стінах храму збереглося безліч записів. Одна з них свідчить, що фундамент храму був створений «з Божою допомогою» протягом правління царя Леона — царя Абхазії — в 964 році. Ймовірно, в цей період храм серйозно відновлювався (місцевість Джавахетія входила до складу Абхазького царства в X–XI століттях).
Інші записи на стінах розповідають про спорудження південної галереї в період Баграта IV (1027–1072), а також про реконструкцію храму в XVI столітті. У церкви істотно зруйнувалися дах, барабанний купол та вхідний портал. Але зберігся хрестоподібний фасад, з правого боку від якого тягнеться стіна з арочними нішами (на зразок східних мечетей).

## Світлини

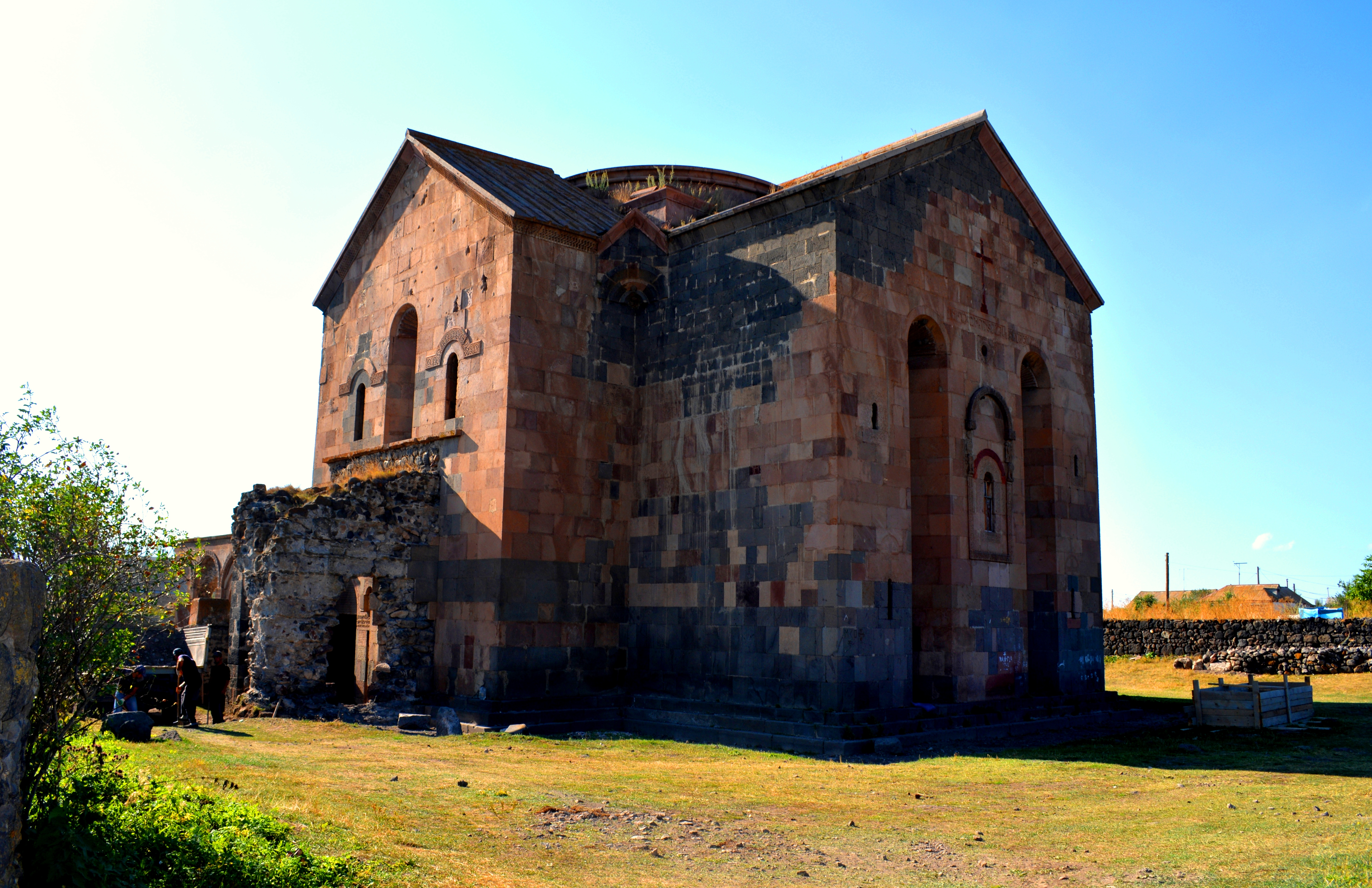
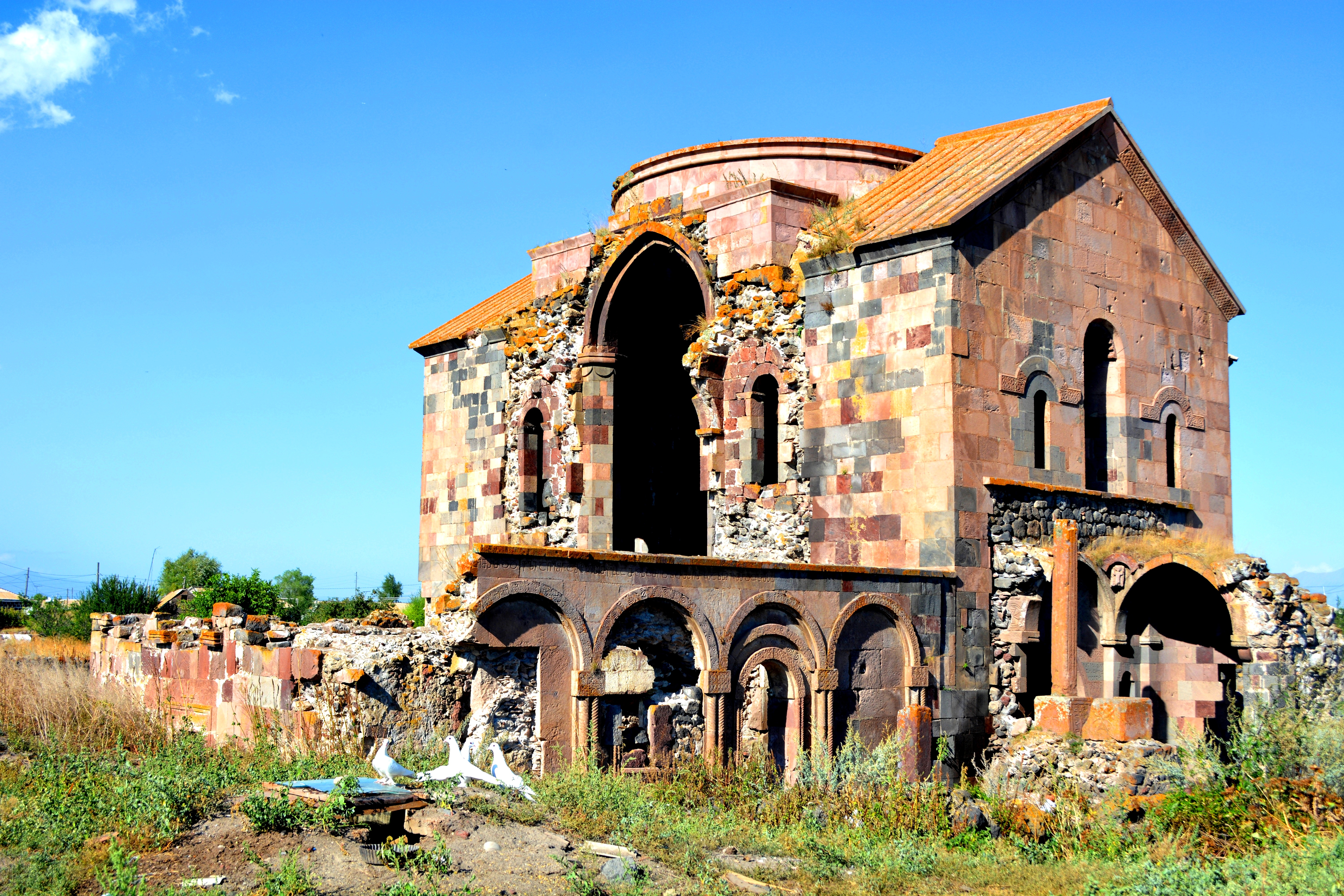
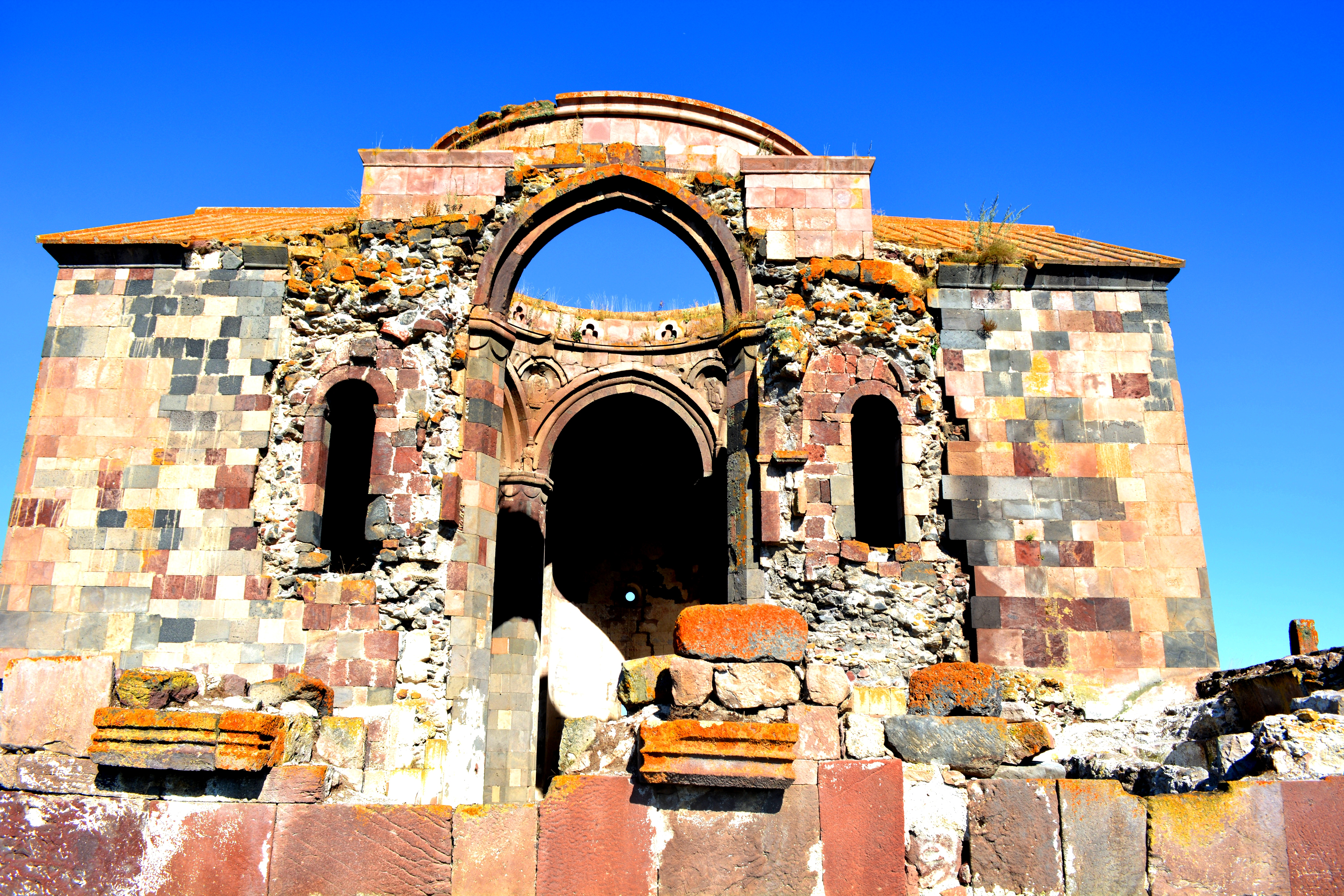
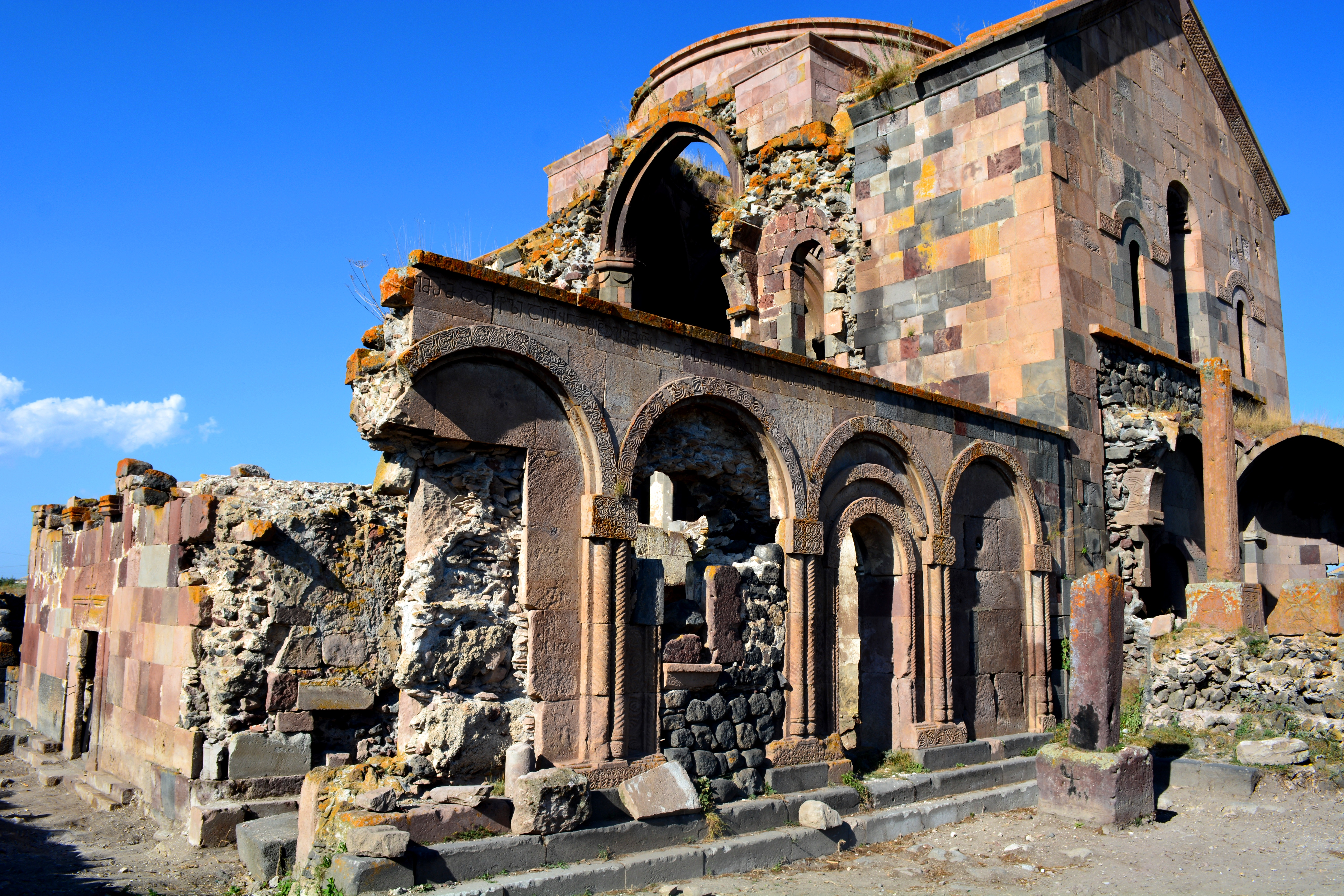

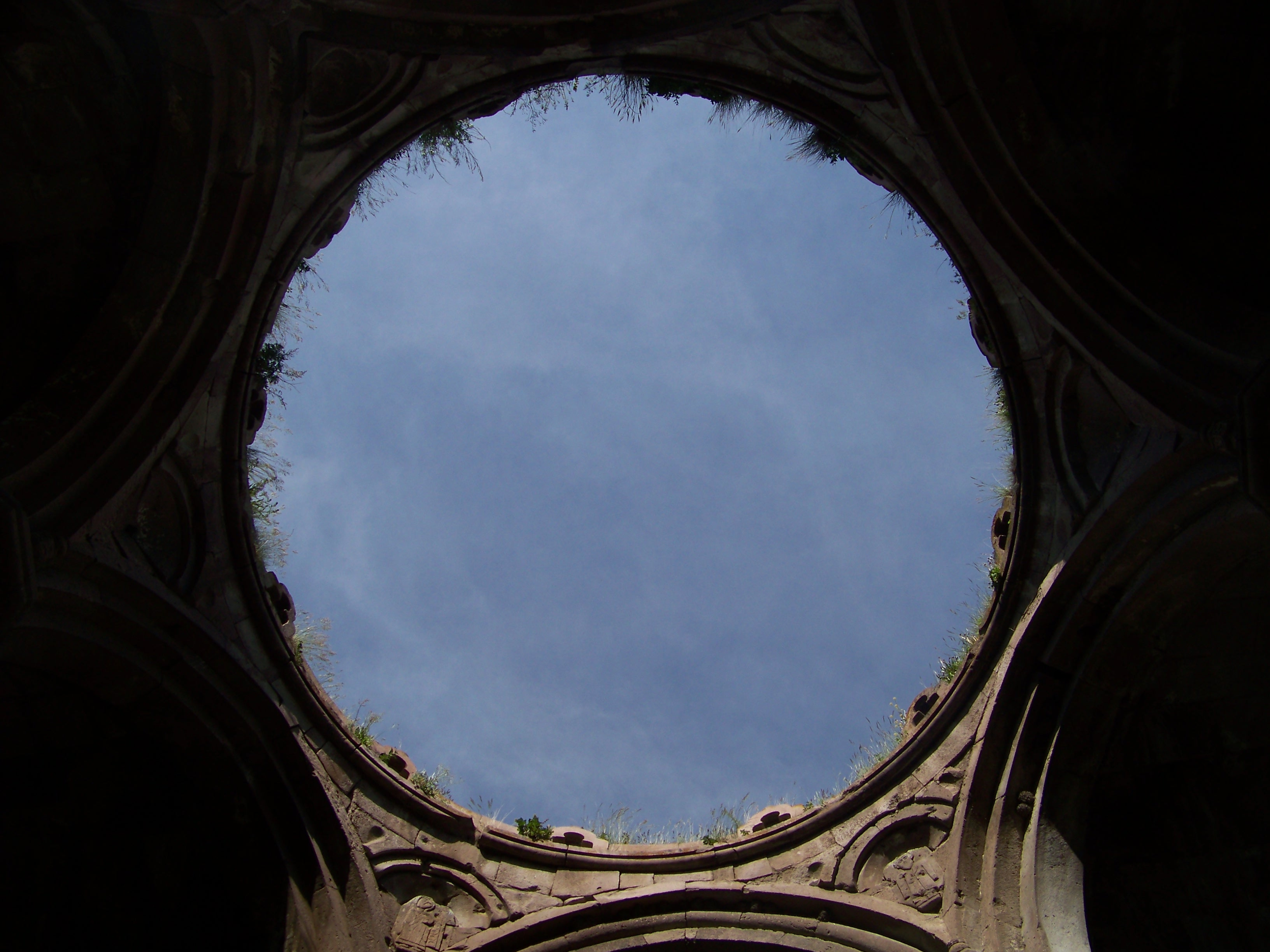
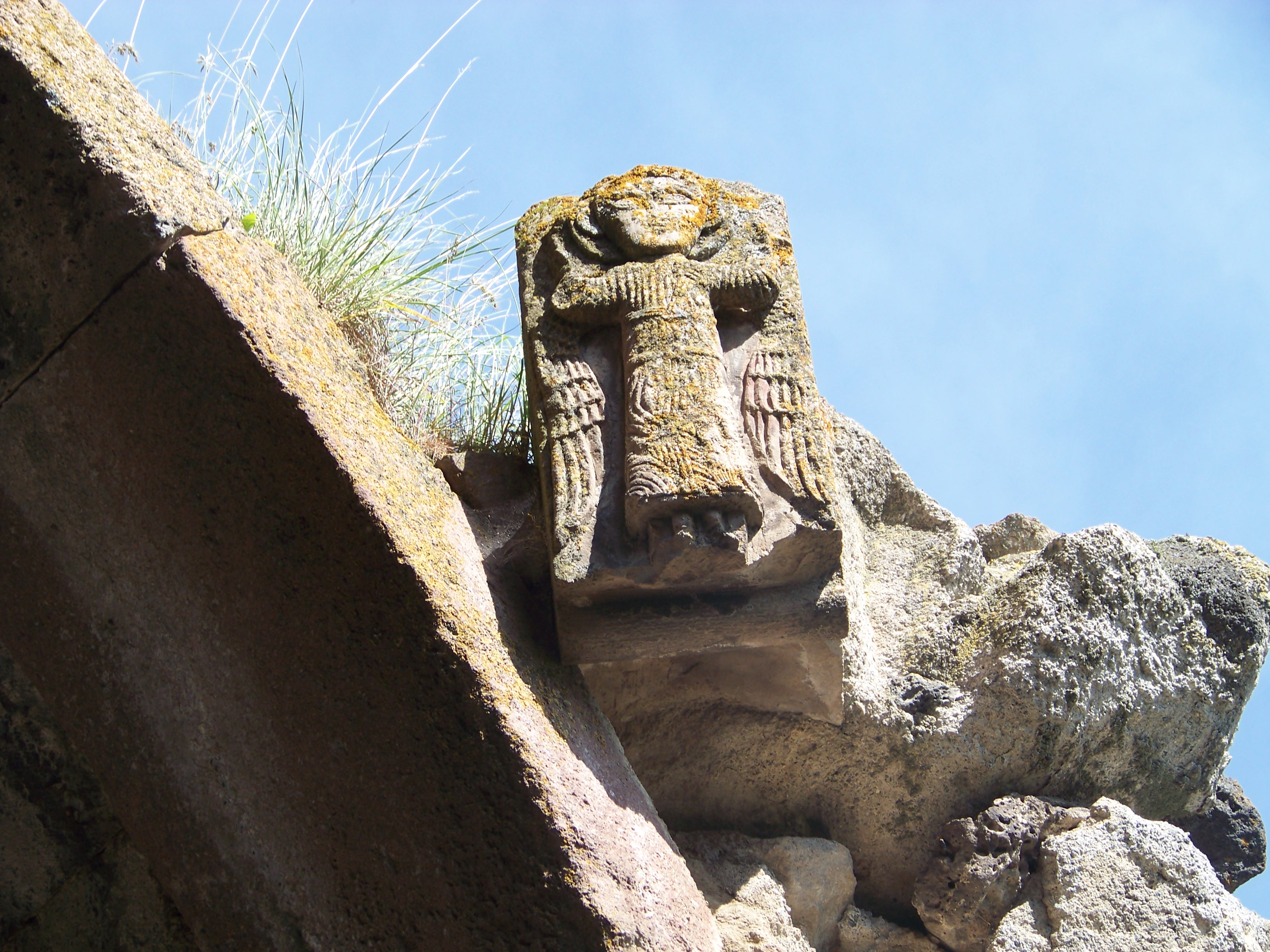
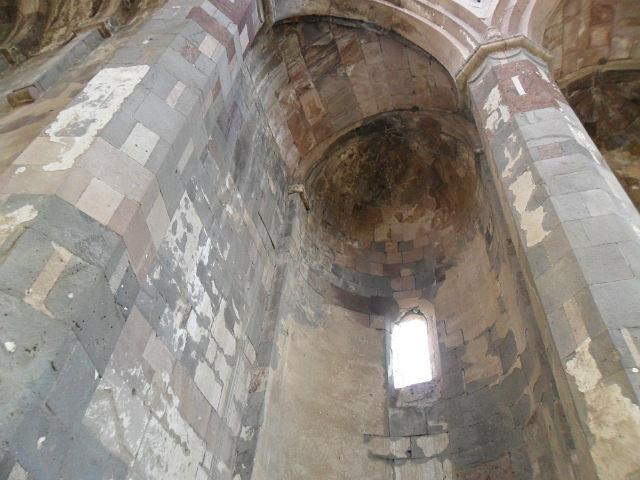
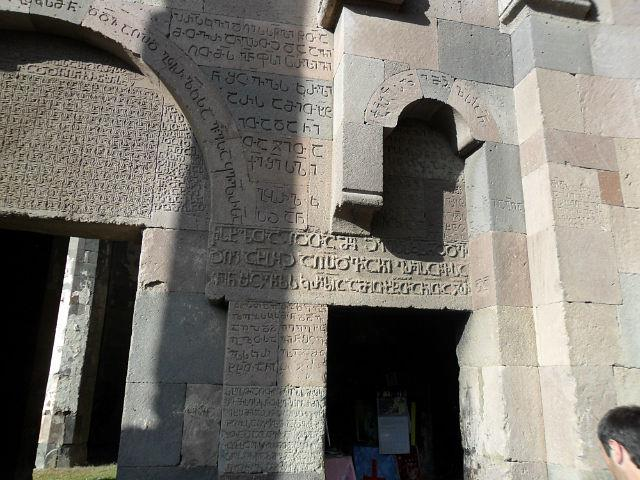
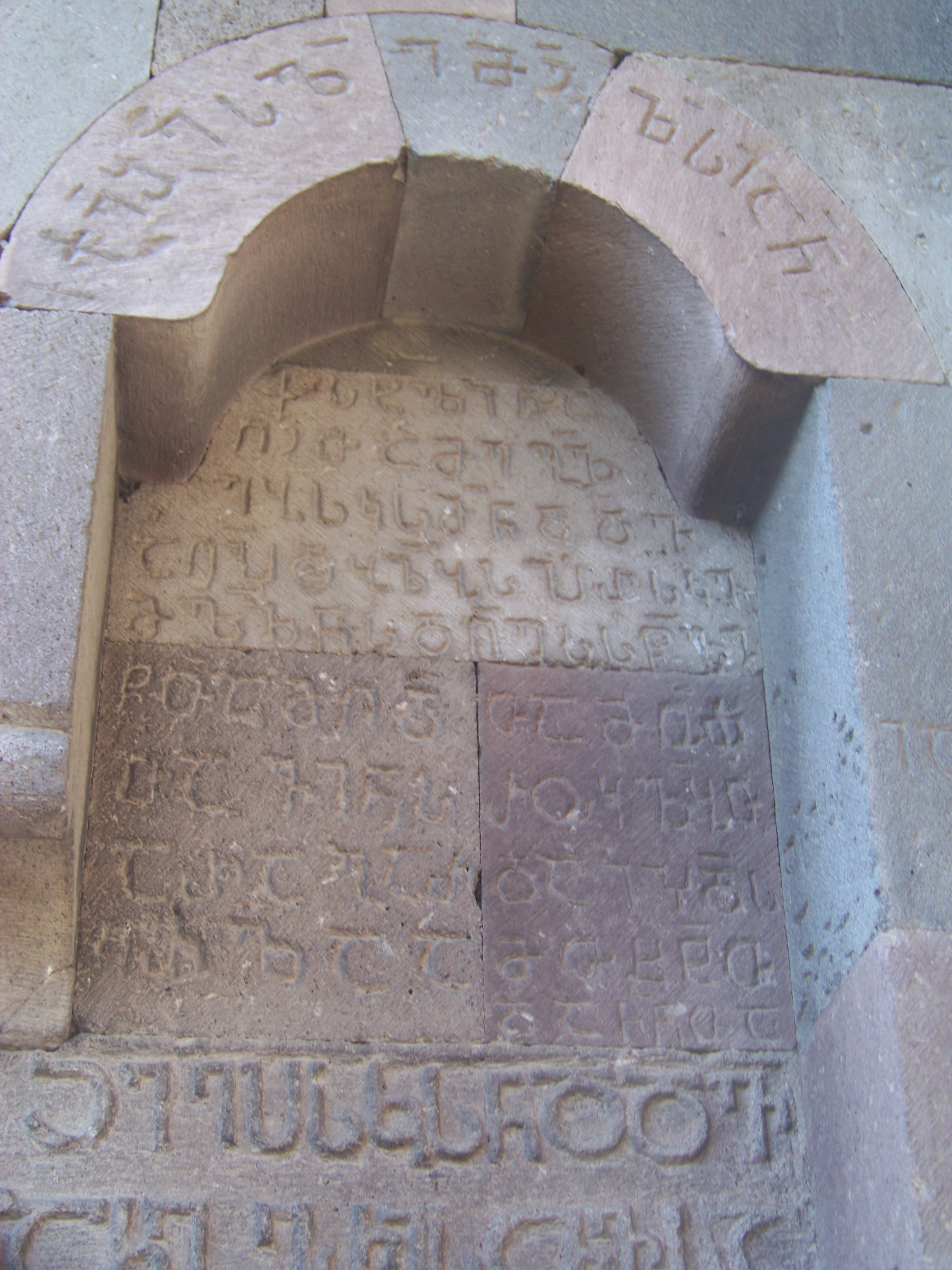